# 小行星9180
小行星9180（英語：9180 Samsagan）是一颗围绕太阳公转的小行星。1991年4月8日，埃莉諾·赫琳在帕洛马山发现了此天体。
这颗小行星的绝对星等为310.434323563454等。